# Capilla de San Lorenzo (Pitigliano)
La capilla de San Lorenzo es un edificio religioso ubicado en Pitigliano, en la provincia de Grosseto, en la diócesis de Pitigliano-Sovana-Orbetello. Se encuentra cerca del pueblo de San Lorenzo, a pocos kilómetros al sureste del centro.

## Historia
Esta pequeña iglesia fue construida durante el siglo XVII como capilla rural, en el mismo período en el que alrededor de Pitigliano se construyeron otros pequeños edificios religiosos con el mismo objetivo, como la capilla de Santiago y Felipe Apóstol.
El edificio religioso era, por lo tanto, un lugar de descanso y oración para los habitantes y los trabajadores de las diversas granjas dispersas alrededor de la zona.
Por razones aún sin determinar, hacia finales del siglo XIX, el lugar de culto fue cada menos frecuentado, por lo que sufrió un declive lento pero inexorable, que culminó con su abandono definitivo durante el siglo XX.
Posteriormente, la capilla se transformó en un anexo agrícola, aunque las líneas arquitectónicas que caracterizaban el edificio religioso original permanecieron identificables.

## Aspecto actual
La capilla de San Lorenzo es un pequeño edificio de una sola nave, en un lugar aislado dentro de una extensa finca privada.
El edificio religioso tiene una fachada principal que recuerda, por sus elementos estilísticos, a la fachada de la iglesia de la Virgen del Fiore. El pórtico de entrada se encuentra en el centro de la fachada principal, flanqueado en la parte superior por dos pequeñas ventanas cuadradas, que con su parte superior dan soporte a un amplio arco, cerca de la parte superior de la cual nos encontramos una ventana ovalada. En realidad, el amplio arco de la fachada principal no es sino un pronaos, cuyo pórtico precedió a la fachada original propiamente dicha. La fachada está cubierta de yeso, mientras que en los laterales se ha mantenido la cubierta original de bloques de toba. 
El interior de la iglesia, ahora desconsagrada, se utiliza hoy en día como almacén agrícola.

## Artículos Relacionados
- Pitigliano
- Área del Tufo